# Hyattella sinuosa
Hyattella sinuosa är en svampdjursart som först beskrevs av Peter Simon Pallas 1766.  Hyattella sinuosa ingår i släktet Hyattella och familjen Spongiidae.
Artens utbredningsområde är Indiska oceanen. Inga underarter finns listade i Catalogue of Life.